# Dan DeLeeuw
Dan DeLeeuw é um especialista em efeitos especiais. Em 2015, foi nomeado ao Óscar 2015 na categoria de Melhores Efeitos Visuais por Captain America: The Winter Soldier. Em 2019, foi nomeado ao Óscar 2019 na mesma categoria por Avengers: Infinity War.